# Timi Zhuo
Timi Zhuo Yi-Ting ( 卓依婷 (tradicional) Pinyin Zhuó Yītíng (mandarín) (2 de octubre de 1981) es una popular cantante taiwanesa. 
Ha grabado unas 600 copias cantadas en mandarín dentro y fuera de Taiwán.

## Canciones originales
Las mejores canciones de su repertorio musical:
- 妈妈在哪里  y

恋梦1 (Hokkien) 1995 "Amor soñado 1"
- 不应该的爱
- 风
- 不该来熟悉
- 流浪儿
- 勤俭卡有底
- 浊水溪的恋情（吴庆昌VS卓依婷）
- 心惊惊
- 空杯
- 甭相辞
- 秋风扫落叶
- 阿娘的梦
- 舞伴嘛是有知己（吴庆昌VS卓依婷）

恋梦2 (Hokkien) 1995 "Amor soñado 2" 
- 伸手等你牵
- 愈想心肝愈呒甘
- 心锁等你合
- 认真爱一人
- 伤心也好
- 爱情的故事哪电影
- 爱阮有几分
- 无情的班机
- 少女的恋梦
- 请你呒通放舍我
- 月娘可比阮心肝
- 留乎天安排

伪装 (Camuflage) Tambien es conocida cómo "Levanta, Angel" 2000
- 伪装
- 离水之鱼
- 都依你
- 天使快醒来
- 从来都不知道
- 美人鱼
- 坏一点
- 第一次失恋
- 夜舞
- 悄悄话
- 情比海更深

蜕变5 "温情脉脉1" (Transformación álbum 5: Sentimientos de ternura amorosa) 2004
- 踏红尘
- 流星雨
- 爱你千万遍

送你一个大年糕 (Regálate un gran pastel de Año Nuevo ) 2005 álbum Año Nuevo 
- 送你一个大年糕

我的眼泪不为你说谎 (Mis lágrimas no te mienten) 2007
- 我的眼泪不为你说谎

恭喜发财 (Gong Xi Fa Cai - ¡Feliz Año Nuevo!) 2007
- 小小贺年片
- 日进千乡万里财
- 情人拜年

No se registró en un álbum, aunque lo cantó en su concierto de 2007.
- 别怕

Timi es también famosa por sus canciones del Año Nuevo chino, y por sus canciones de ópera china, como "Liang San Bo Yu Zhu Ying Tai" (梁山伯与祝英台) de The Butterfly Lovers. 
Son también muy populares sus versiones de las canciones deTeresa Teng que, incluyen: 
- "Dulce amor" (甜蜜蜜)
- "No recojas las flores del borde de la carretera" (路边的野花不要采)
- "Rima del mar" (海韵)
- "Miles de palabras" (千言万语)
- "Sólo pienso en ti" (我只在乎你)
- "Historia de una pequeña ciudad" (小城故事)
- "Como tu ternura" (恰似你的温柔)
- "La luna representa mi corazón" (月亮代表我的心)
- "Adiós, amor mío" (再见我的爱人)
- "Cómo podría decírtelo" (你怎么说)
- "En el lado del agua" (在水一方)[3]